# Opération presse-papiers
Opération presse-papiers (Paper Clip) est le 2e épisode de la saison 3 de la série télévisée X-Files.
Cet épisode, qui fait partie de l'arc mythologique de la série, conclut l'arc narratif initié dans le dernier épisode de la deuxième saison. Il a obtenu des critiques très favorables.

## Résumé
Scully et Skinner se tiennent mutuellement en joue lorsque Mulder fait irruption et oblige Skinner à déposer son arme. Skinner révèle alors à Mulder qu'il détient la cassette numérique qu'il recherche. Mulder lui demande de la garder en sûreté. Mulder et Scully se rendent ensuite chez les Lone Gunmen pour leur montrer la photo du père de Mulder en compagnie de membres du Syndicat. Langly reconnaît sur la photo Victor Klemper, un scientifique nazi recruté par le gouvernement américain dans le cadre de l'opération Paperclip. Scully apprend ce qui est arrivé à sa sœur Melissa mais Mulder la persuade de ne pas aller la voir à l'hôpital, car le risque est trop grand, et d'envoyer à la place Albert Hosteen. Les deux agents rendent ensuite visite à Klemper, qui leur indique le lieu où la photo a été prise, une ancienne mine de Virginie-Occidentale. Après leur départ, Klemper prévient l'homme bien manucuré. Celui-ci apprend ainsi que Mulder est toujours vivant, ce qui accroit la méfiance du Syndicat envers l'homme à la cigarette après la bavure de ses tueurs.
Mulder et Scully pénètrent dans l'ancienne mine et y découvrent des milliers de dossiers, dont celui de Scully et de Samantha, la sœur disparue de Mulder, contenant des informations médicales et des échantillons de tissus organiques. Mulder voit ensuite un vaisseau spatial survoler la mine, puis des militaires arrivent, ce qui oblige les deux agents à fuir. Mulder et Scully retrouvent ensuite Skinner, qui les persuade d'accepter d'échanger la cassette contre l'assurance que leurs vies ne seront plus menacées. Skinner apporte à l'hôpital un message de Scully pour sa mère, et Hosteen lui apprend qu'un homme surveille la chambre. Skinner poursuit cet homme mais est surpris par Krycek et Luis Cardinal, qui l'assomment et lui volent la cassette. Krycek échappe ensuite de justesse à l'explosion d'une voiture piégée et menace l'homme à la cigarette de révéler ce qu'il sait s'il s'en prend encore à lui. 
Mulder et Scully retournent chez Klemper et rencontrent l'homme bien manucuré. Ce dernier leur apprend que Klemper est mort et admet avoir connu le père de Mulder. Il sous-entend également que Klemper travaillait sur des hybridations humains-extraterrestres et que Samantha a été enlevée afin de s'assurer du silence du père de Mulder au sujet de ces expériences. Mulder va ensuite voir sa mère, qui lui confirme que son père a dû choisir lequel de ses deux enfants livrer. De son côté, Skinner rencontre l'homme à la cigarette pour négocier avec lui. L'homme à la cigarette devine que Skinner n'est plus en possession de la cassette mais Skinner explique alors qu'Hosteen et vingt autres Navajos ont mémorisé son contenu et sont prêts à le révéler s'il arrive malheur à Mulder et Scully. Mulder retrouve Scully à l'hôpital et apprend que Melissa a succombé à sa blessure.

## Distribution
- David Duchovny : Fox Mulder
- Gillian Anderson : Dana Scully
- Mitch Pileggi : Walter Skinner
- Walter Gotell : Victor Klemper
- Melinda McGraw : Melissa Scully
- Sheila Larken : Margaret Scully
- Nicholas Lea : Alex Krycek
- William B. Davis : l'homme à la cigarette
- John Neville : l'homme bien manucuré
- Tom Braidwood : Melvin Frohike
- Dean Haglund : Richard Langly
- Bruce Harwood : John Fitzgerald Byers
- Floyd Westerman : Albert Hosteen
- Rebecca Toolan : Teena Mulder
- Don S. Williams : First Elder
- Lenno Britos : Luis Cardinal

## Production
Le personnage de Victor Klemper est inspiré d'Hubertus Strughold, un scientifique allemand employé par les États-Unis après la Seconde Guerre mondiale. L'ancienne mine où se rendent Mulder et Scully porte d'ailleurs le nom de Strughold. Les scènes se déroulant dans cette mine sont tournées au B.C. Museum of Mining, à Britannia Beach. Le choix fait par le père de Mulder pour déterminer lequel de ses deux enfants il devrait sacrifier est inspiré du roman Le Choix de Sophie (1979). L'épisode est dédié à la mémoire de Mario Mark Kennedy, un fan de la série mort dans un accident de voiture en 1995.
L'épisode compte parmi les préférés du scénariste Frank Spotnitz, qui met en avant son rythme trépidant, et du réalisateur Rob Bowman. C'est également l'un des favoris de l'acteur Mitch Pileggi, qui met particulièrement en avant la dernière scène de son personnage avec l'homme à la cigarette, une scène souvent citée par la suite pour présenter Pileggi lors de conventions sur la série. L'épisode, comme Monstres d'utilité publique plus tard dans la saison, souligne l'érosion de la confiance du public envers la science et ses praticiens dans les années 1990 par sa représentation archétypale du scientifique qui « va trop loin ».

## Accueil

### Audiences
Lors de sa première diffusion aux États-Unis, l'épisode réalise un score de 11,1 sur l'échelle de Nielsen, avec 20 % de parts de marché, et est regardé par 17,2 millions de téléspectateurs.

### Accueil critique
L'épisode recueille des critiques très favorables. Pour Michael Roffman, de Time Magazine, c'est le meilleur épisode mythologique de la série. Le magazine Empire le classe à la 7e place des meilleurs épisodes de la série. Le site The A.V. Club le classe parmi les 10 meilleurs épisodes de la série, Todd VanDerWerff lui donnant la note de A. Dans leur livre sur la série, Robert Shearman et Lars Pearson lui donnent la note de 4/5.
Le magazine Entertainment Weekly lui donne la note de A-, évoquant un épisode « mémorable » qui a pour seul défaut « d'exacerber la tendance agaçante » de Scully à réfuter le paranormal même quand elle y est directement confrontée. Sarah Stegall, du site Munchkyn Zone, lui donne la note de 5/5. John Keegan, du site Critical Myth, lui donne la note de 8/10. Le site Le Monde des Avengers lui donne la note de 4/4.